# Elizabeth Bird
Elizabeth May Bird (* 4. Oktober 1994 in Manila, Philippinen) ist eine britische Leichtathletin, die sich auf den Hindernislauf spezialisiert hat und über 3000 m Hindernis Rekordhalterin ihres Landes ist.

## Sportliche Laufbahn
Elizabeth Bird studierte von 2013 bis 2017 an der Princeton University und sammelte 2015 ihre ersten Erfahrungen bei internationalen Meisterschaften, als sie bei den U23-Europameisterschaften in Tallinn in 10:04,42 min den zwölften Platz über 3000 m Hindernis belegte. Zwischen 2017 und 2018 absolvierte sie einen Masterstudiengang an der University of San Francisco und 2019 startete sie bei den Weltmeisterschaften in Doha und schied dort mit 9:30,13 min in der Vorrunde aus. 2021 qualifizierte sie sich für die Teilnahme an den Olympischen Sommerspielen in Tokio und klassierte sich dort mit neuem Landesrekord von 9:19,68 min im Finale auf dem neunten Platz. Im Jahr darauf schied sie bei den Weltmeisterschaften in Eugene mit 9:23,17 min im Vorlauf aus und anschließend gewann sie bei den Commonwealth Games in Birmingham in 9:17,79 min die Silbermedaille hinter der Kenianerin Jackline Chepkoech. Daraufhin wurde sie beim Herculis in Monaco in 9:07,87 min Dritte und steigerte damit ihren britischen Rekord deutlich. Anschließend gewann sie bei den Europameisterschaften in München mit einer Zeit von 9:23,18 min hinter Luiza Gega und Lea Meyer zur Bronzemedaille. 2023 bestritt sie kaum Wettkämpfe, im Jahr darauf gewann sie jedoch bei den Europameisterschaften in Rom in 9:18,39 min erneut die Bronzemedaille, diesmal hinter der Französin Alice Finot und Gesa Felicitas Krause aus Deutschland. Anschließend belegte sie bei den Olympischen Sommerspielen in Paris in 9:04,35 min im Finale den siebten Platz und stellte damit einen neuen Landesrekord auf.
In den Jahren 2021, 2022 und 2024 wurde Bird britische Meisterin über 3000 m Hindernis.

## Persönliche Bestleistungen
- 1500 Meter: 4:06,56 min, 27. Juli 2024 in Löwen
- 2000 m Hindernis: 6:11,79 min, 15. August 2020 in Cergy-Pontoise
- 3000 m Hindernis: 9:04,35 min, 6. August 2024 in Paris (britischer Rekord)